# Metchum Division
Metchum Division är ett departement i Kamerun.   Det ligger i regionen Nordvästra regionen, i den västra delen av landet, 300 km nordväst om huvudstaden Yaoundé.